# Advan Racing
Advan Racing es un videojuego de carreras desarrollado y publicado por Atlus para PlayStation. Fue lanzado el 19 de septiembre de 1998.
Advan Racing se lanzó más tarde con dos versiones con Toyota como patrocinador y alineación de coches cambiada a solo modelos de Toyota las cuales son Toyota Netz Racing en 1999 y Simple 1500 Series Vol. 38: The Real Racing: Toyota en 2000.

## Jugabilidad
Advan Racing es un juego que simula carreras de autos. Cuenta con dos modos principales: una opción de carrera rápida y un modo carrera conocido como Advan Racing, donde el jugador puede ganar premios en dinero para comprar mejores autos. Las carreras pueden realizarse en diferentes momentos del día y bajo una variedad de condiciones climáticas, incluido el clima brumoso. El juego ofrece cuatro perspectivas de cámara distintas, incluida una vista de cabina. El jugador puede elegir entre más de 70 vehículos diferentes, como el Nissan Micra y un turismo de Toyota. El modo multijugador permite realizar duelos de carreras en formato de pantalla dividida. El modo de información incluye videos sobre la historia de las carreras de Advan en Japón.

## Recepción
En los avances, Advan Racing fue comparado a menudo con Gran Turismo (1997).
Mega Fun afirmó que el juego se encuentra entre los mejores de su género y sirve como una alternativa genuina a TOCA 2. La inteligencia artificial (IA) de los oponentes fue señalada como inteligente y los efectos gráficos fueron elogiados como auténticos, aunque se dijo que el juego presenta algunos problemas técnicos. PSX Extreme dijo que el juego es una mezcla fallida de Gran Turismo y TOCA. A un segundo crítico le gustó un poco más el juego y destacó la calidad de la IA del oponente. A Consoles + le gustó la cantidad de vehículos y la IA de los oponentes, pero no recomendó el juego si uno ya posee Gran Turismo, Need for Speed III o Ridge Racer Type 4. Fun Generation dijo que aunque Advan Racing no ofrece ninguna mejora con respecto a Gran Turismo, sigue siendo un buen título en su propio sentido.